# M1 (televízióadó)
Az M1 a Duna Médiaszolgáltató napi aktuális hírekkel foglalkozó közszolgálati hírcsatornája.
Eredetileg a Magyar Televízió (és Magyarország) első és legrégebbi televízióadója volt, amely 1957-től hírműsorokat, közérdekű információkat és szórakoztató műsorokat szolgáltatott a nézőknek 58 éven keresztül.
2015. március 15-én a közmédiában történt átalakítások után az általános szórakoztató csatornából hírcsatorna lett. Az új nemzeti főcsatorna szerepét ugyanaznap a Duna vette át, amelyre átkerültek az M1 szórakoztató műsorai.
Tulajdonosa a Közszolgálati Közalapítvány, melynek kezelője a kormány által kinevezett Médiatanács.
A televízióadót a rendszerváltás, de különösen 2010 óta kormánypárti elfogultsággal jellemzik, a kormánypárt egyik propagandaadójának tartják. Az Európai Újságíró Szövetség jelentése szerint a magyar köztévé híradásai nem kiegyensúlyozottak, az ellenzéki politikusok álláspontja szinte hiányzik a tudósításokból, valamint az MTVA finanszírozása és munkáját illetően az átláthatóság hiánya. A jelentés arra a következtetésre jutott, hogy "a közszolgálati média állami médiává változott".
A reklámidejét az Atmedia értékesíti.

## Története

### A kezdetek
A rádiós műsorszórás folyamatos bővítései és fejlesztései mellett az 50-es évekre megjelent az igény a nyugaton terjedőben lévő tévéadók meghonosítására is. Az első próbaadást a Gyáli úti postakísérleti állomásról sugározták 1953. december 15-én. A második próbaadás 1954. január 20. – 1955. február 22. között a Szabadság hegyen, az egykori Hargita szálló melletti a Magyar Posta Kísérleti Intézet ideiglenes tornyáról történt. 1956-1958 között pedig megépült az első, 60 méteres Széchenyi-hegyi torony. 1957. február 23-án kezdte meg tényleges működését, ám hivatalosan a május 1-jei, a munka ünnepe tiszteletére rendezett ünnepség közvetítésével kezdte meg működését. A rendszeres tévéadás csak 1958-tól indult, addig csak tesztüzemben működtek az adótornyok. A teljes ország lefedéséhez azonban újabb adók kiépítésére volt szükség, így létrehozták a gerincadó-hálózatot, és átjátszóállomásokat építettek országszerte.

### Általános szórakoztató csatornaként (1957-2015)
A Magyar Televízió zászlóshajó csatornája volt. Itt közvetítették a híreket, sportműsorokat, filmeket, szórakoztató műsorokat, vígjátékokat, drámákat, tévéjátékokat, drámákat és színházi közvetítéseket.
Az első magyar tévéfilm a Tanya a viharban volt (forgatókönyvíró: Dobozy Imre, rendező: Katkics Ilona), amelyet 1958. március 21-én mutattak be. A második Vacsora a Hotel Germániában címmel 1958. június 29-én került képernyőre (forgatókönyvíró: Gárdos Miklós, rendező: Mihályfi Imre). A magyar televíziózás kezdetén a tévéfilmek nem maradtak fent, mert abban az időben még élőben volt a felvétel és nem volt tévérögzítés.
A közmédia sokáig kizárólagosan közvetítette a nyári és téli olimpiát. Az 1960-as római olimpiai játékoktól kezdődően élőben közvetítették az eseményeket. Az 1964. évi tokiói olimpia képei részben repülőgépen (a Tokió–Alaszka–Északi-sark–Hamburg útvonalon), részben – akkor először – a Telstar műhold révén jutottak el a 2,7 millió tévénézőhöz. 1968-ban a mexikói olimpiáról már 48 órányi közvetítést láthattak a magyar nézők.
Az első színes tévéadásra 1969-ben került sor. A 70-es és 80-as években tovább bővítették az adóhálózatot. Kezdetekben még csak hetente néhány napon volt adás, sokáig hétfőn egyáltalán nem. Ez alól kivétel volt az ünnepnapok és olyan országos érdeklődést kiváltó események közvetítése, mint például Farkas Bertalan 1980-as űrutazása. Itt ugyanis az űrhajó felbocsátása pont hétfőre esett. 1989 óta a hét minden napján van adás.
Az 1990-es évektől kezdve a Magyar Televízió egyre jobban rászorult a külső állami támogatásokra (pl.: ORTT, MMKK, NKA és OKM-pályázatok) és ezekre támaszkodott a tévéfilmek gyártásakor. A 2010-es évektől kezdve ezt felváltotta a Médiatanács tv-filmgyártási pályázata (Fehér György-pályázat), ahol a produkciók költségvetésének legnagyobb részét ez a pályázati támogatás adta.
Külföldi (90-es évektől elsősorban amerikai) sorozatokat is sugároztak, de a pénzügyi nehézségek és az országos kereskedelmi csatornák megjelenése után inkább európai produkciókat (például Rex felügyelő, Charly – Majom a családban, A hegyi doktor – Újra rendel, Római helyszínelők, Párizsi helyszínelők).
A sportközvetítések közül a Labdarúgó-Európa-bajnokság és világbajnokság a köztelevíziónak mindig garantáltan nagy nézettséget jelentett. Azonban a 2000-es években az állandó költségvetési problémák miatt a köztévé a közvetítés jogdíjait nem tudta kigazdálkodni, így két nagy futballesemény is (a 2004-es labdarúgó-Európa-bajnokság és a 2006-os labdarúgó-világbajnokság) egy országos kereskedelmi adón (RTL Klub) került sugárzásra.
2011 óta a Médiaszolgáltatás-támogató és Vagyonkezelő Alap (MTVA) médiaprogramjai közé tartozik. 2010-es évektől újabb tévés szerződéseket is tudtak kötni (pl. Disney), amelyek keretében újabb amerikai sorozatpremierek is műsorra kerültek (például Bosszú, Egyszer volt, hol nem volt, Szívek doktora, Elcserélt lányok).

### Hírcsatornaként (2015-től)
A csatornát 2015. március 15-én hírcsatornává alakították. A korábbi műsorok a Dunára kerültek át, miután az lett a nemzeti főadó.
Az Európai Újságíró Szövetség 2019-es jelentése szerint a magyar köztévé híradásai nem kiegyensúlyozottak, az ellenzéki politikusok álláspontja szinte hiányzik a tudósításokból. A jelentés megállapítása szerint "a közszolgálati média″ a kormányzati propagandagépezet részévé és állami médiává változott.

## Társadói
1971-ben kezdődött meg az M2 csatorna adása. Kezdetben az M1 műsorszerkezetét egészítette ki illetve ismételte, a 2000-es évek elejétől kulturális illetve ismeretterjesztő csatorna volt, 2012 óta fokozatosan átalakulva gyerekcsatornaként működik. 2015. március 15-én az M2 gyerekcsatorna esti sávjában új csatorna indult a Petőfi brand részeként és ezzel az M2 csatorna átalakult M2 Petőfi néven.
2009-ben elindította internetes főleg információs csatornáját, webm3 néven, mely rövid időt élt meg, a harmadik adó, az M3, ténylegesen csak 2013. december 20-tól sugároz, de más tematikával, mint online elődje, mert itt főleg a ~30 éves archív tartalmaké a főszerep. A csatorna 2019. május 1-én megszűnt, jelenleg online látható az adása.
2015. július 18-án indult a negyedik, sporttal foglalkozó tematikus csatorna, M4 Sport néven, melyen a legfontosabb sportesemények mellett a 16 kiemelt magyar sportág is nagy szerepet kap.
2016. augusztus 1-jén indult az M5, amely szeptember 18-tól ismeretterjesztő, oktatási és kulturális tartalmat közvetít.

## Műsorai

### Jelenlegi élő műsorok
| Logó                 | Műsor címe                                                                              | Műsorvezetők |
| -------------------- | --------------------------------------------------------------------------------------- | --- |
|                      | Ma reggel (05.59-08.55)                                                                 | Hradeczky Viktor, Hevér Lóránt, Imre Balázs, Kontra György, Fábián Barna, Tari Titanilla, Vogyerák Anikó                                        |
|                      | Ma délelőtt (08.55-12.00)                                                               | Hradeczky Viktor, Hevér Lóránt, Imre Balázs, Kontra György                                                                                      |
|                      | Ma délután (12.01-17.55)                                                                | Hradeczky Viktor, Rabb Ferenc, Radnai Csaba, Székely-Varga Edina                                                                                |
|                      | Ma este (17.55-21.55)                                                                   | Gyukity István, Meszes Boglárka, Gulyás István, Mészáros Kata, Somorjai Balázs                                                                  |
|                      | Ma éjjel (21.55-00.10)                                                                  | Ábrahám Viola, Hradeczky Viktor, Joó Zsanett, Lantos Csaba                                                                                      |
|                      | V4 Híradó (12.50 és 21.25)                                                              | Rabb Ferenc, Radnai Csaba, Székely-Varga Edina, Gyukity István, Hradeczky Viktor, Meszes Boglárka, Németh Balázs                                |
|                      | Világhíradó (21.35)                                                                     | Meszes Boglárka, Gyukity István |
|                      | Rendkívüli hírek                                                                        | |
|                      | Egy Perc Híradó                                                                         | Beslin Bettina, Falucskai Ivett, Hradeczky Viktor, Pető Bianka, Tomay Judit                                                                     |
|                      | Időjárás                                                                                | Fejős Ádám, Molnár Csilla, Szilágyi Eszter, Tóth Tamás, Förhécz Adrienn, Brockhauser Barbara, Maár-Laza Bori, Szmodits Dávid                    |
|                      | Közlekedési hírek                                                                       | Joó Ferenc, Kertész Enikő, Orsós Róbert, Stefán Zoltán, Szeitz Dániel                                                                           |
|                      | Sport                                                                                   | B. Németh Péter, Horváth Gergely Áron, Kovács Dániel, Kovács Márk, Maruzsa István, Pál-Pál Előd, Székely Dávid, Vásárhelyi Tamás, Lipcsei Betta |
|                      | Tematikus magazinműsor az adott évszaknak megfelelően (Nyár, Ősz, Tél, Tavasz + évszám) | Boldizsár Kata, Jakab Cintia |
| Hírek idegen nyelven |                                                                                         | |
|                      | Hungary reports – angol nyelvű hírek (23.20)                                            | Tóth Hajnalka, Ibolya Csenge Gabriella, Szőczi Árpád, Pflum Orsolya                                                                             |
|                      | Nachrichten aus Ungarn – német nyelvű hírek (23.30)                                     | Balogh Beáta, Claudia Horn-Horváth, Dudás Ferenc, Miklya György                                                                                 |
|                      | Novosztyi iz Vengrii (Новости из Венгрии) – orosz nyelvű hírek (23.40)                  | Marija Lopatto, Aljona Mironova |
|                      | Xiōngyálì xīnwén liánbò (匈牙利新闻联播) – kínai nyelvű hírek (23.50)                   | Ma Ying, Wang Kunxu |

### Magazinok
- 4kerék (nincs adásban)
- Család'22
- Esély
- Életkor (nincs adásban)
- Élő egyház
- Forint, fillér (nincs adásban)
- Iskolapad (nincs adásban)
- Itthon vagy!
- Kárpát-medence (2020. március 15-ig Kárpát expressz címmel volt látható)
- Planet'22 (korábbi nevén "Kék bolygó")
- Kosár (nincs adásban)
- Közbeszéd (sosem volt adásban)
- Magyar gazda
- Magyarország ma
- Médiaklikk (nincs adásban)
- Minden tudás (nincs adásban)
- Parlamenti napló (sosem volt adásban)
- Profit7 (nincs adásban; 2018. január 3-tól Forint, fillér címmel folytatódott)
- Rúzs és selyem (2015. március 15-től 2015. december 31-ig az M1-en, 2016. január 1-je óta a Dunán látható)
- Summa
- Tessék! (nincs adásban)
- Unió27 (A Brexit előtt Unió28 címmel volt látható)
- Világ

### A hírcsatorna korábbi műsorvezetői
- Borsa Miklós (Ma este, Ma éjjel)
- Gerhardt Máté (Egy Perc Híradó)
- György-Horváth Zsuzsa (Egy Perc Híradó)
- D. Bányász Gergő (Ma este)
- Földi-Kovács Andrea (Ma este)
- Jegyes-Tóth Kriszta (Ma este)
- Mátyus Katalin (Egy Perc Híradó)
- Németh Balázs (Ma este)
- Takács Bence (Ma délelőtt)
- Szabó Anett (Szemtől szembe)
- Velkovics Vilmos (Ma reggel, Ma délelőtt, Szemtől szembe)

## Nézettsége
A Magyar Televízió évtizedekig tartó monopóliuma miatt az M1 Magyarország első számú tévécsatornája volt (az 1974-ben indult második csatorna a '90-es évekig csupán ismétlőadónak számított, az ugyanekkor indult Duna Televízió pedig csak műholdon és kábelszolgáltatóknál volt elérhető).
A rendszerváltás után folyamatos pénzhiánnyal és állandó vezetői személycserékkel küzdő intézmény nem volt képes felvenni a versenyt az újonnan belépő országos kereskedelmi televíziókkal és a megjelenésüket követő három éven belül elveszítette a nézettségének jelentős részét, csupán a nemzetközi futballtornák (futball Eb és Vb) és a nyári olimpiai közvetítések idejére nőtt meg a csatorna nézettsége.
Némi emelkedés volt tapasztalható a 2010-es évek elején (részben köszönhetően a hétköznap esti főműsoridőt felvezető Maradj talpon! műsornak), de a 2015-ös összevonás, továbbá a műsorstruktúra átalakítása – 2015. március 15-től történt hírcsatornává válása – jelentős nézettségcsökkenést eredményezett.
Nézettségben műsorai 2016-ban nem kerültek be az első tíz magyarországi műsor közé, habár maga a csatorna így is a legnézettebb tíz magyarországi tévéadó között van. A hasonló tematikájú hír–háttér–politikai tematikával foglalkozó adók között magasan piacvezető az országban. Az MTVA rendszeresen kozmetikázza a nézettségi adatait, ezt bírósági ítélet is megerősítette.
|         | 1995   | 1996   | 1997   | 1998   | 1999   | 2000   | 2001   | 2002   | 2003   | 2004   | 2005                 | 2006                 | 2007                 | 2008   | 2009   |
| ------- | ------ | ------ | ------ | ------ | ------ | ------ | ------ | ------ | ------ | ------ | -------------------- | -------------------- | -------------------- | ------ | ------ |
| M1      | 49,8%  | 48,7%  | 44,2%  | 22,6%  | 13,4%  | 11,5%  | 11,2%  | 13,4%  | 15,4%  | 15,5%  | 13,8%                | 14,4%                | 12,8%                | 12%    | 9%     |
| Forrás: | [ 24 ] | [ 24 ] | [ 24 ] | [ 24 ] | [ 24 ] | [ 24 ] | [ 24 ] | [ 24 ] | [ 24 ] | [ 24 ] | [ 25 ] [ 26 ] [ 27 ] | [ 25 ] [ 26 ] [ 27 ] | [ 25 ] [ 26 ] [ 27 ] | [ 27 ] | [ 27 ] |

| 2010   | 2011   | 2012   | 2013   | 2014   | 2015   | 2016   | 2017   | 2018   | 2019   | 2020   | 2021   | 2022   | 2023   | 2024  |
| ------ | ------ | ------ | ------ | ------ | ------ | ------ | ------ | ------ | ------ | ------ | ------ | ------ | ------ | ----- |
| 8%     | 7,9%   | 9,2%   | 8,5%   | 7,7%   | 4,0%   | 3,3%   | 3,4%   | 2,9%   | 2,9%   | 3,1%   | 2,8%   | 3%     | 2,7%   | 2,7%  |
| [ 27 ] | [ 29 ] | [ 29 ] | [ 30 ] | [ 30 ] | [ 31 ] | [ 32 ] | [ 33 ] | [ 34 ] | [ 35 ] | [ 36 ] | [ 37 ] | [ 38 ] | [ 39 ] | [ 1 ] |

## Arculata

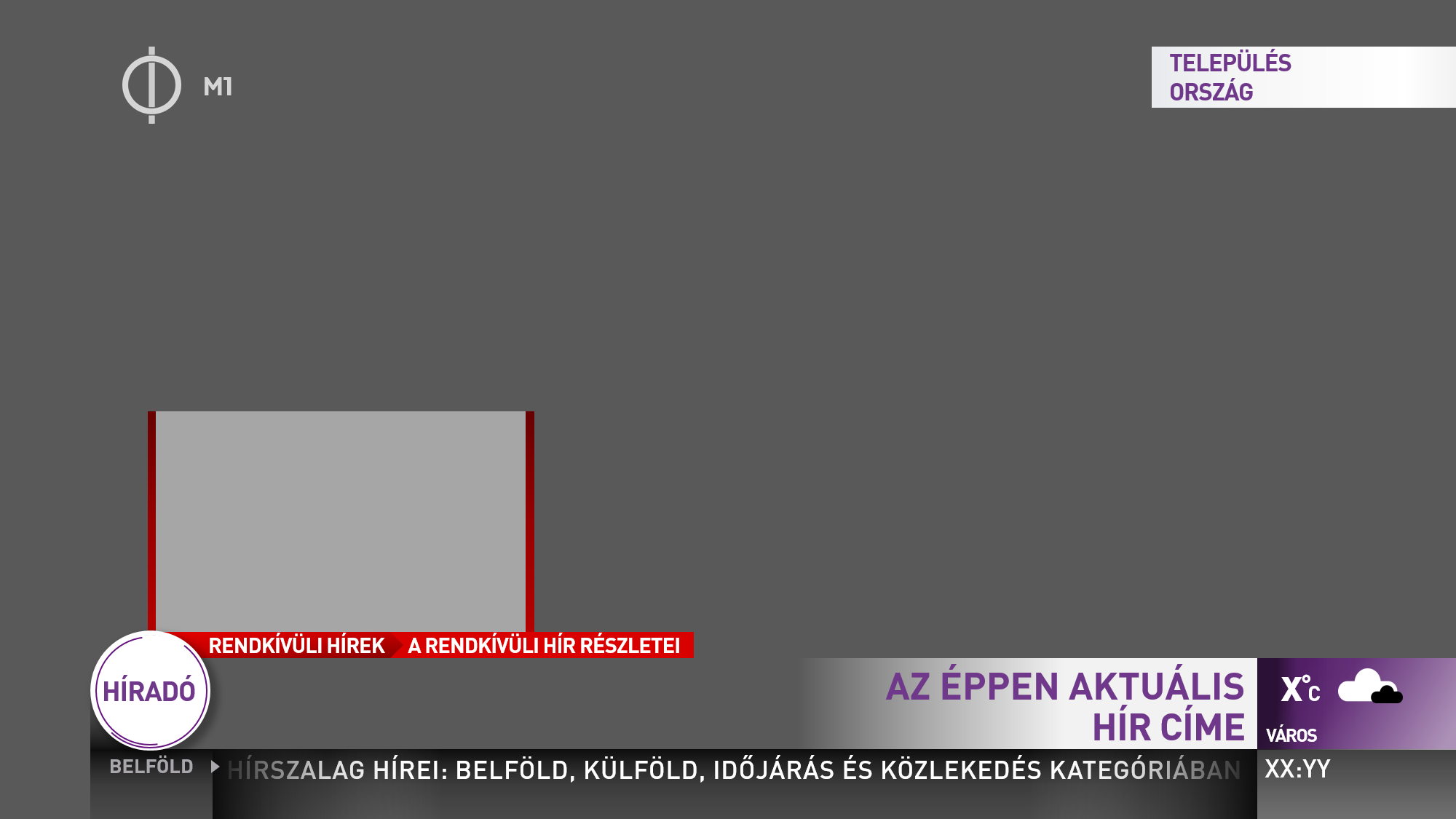
Az M1 Híradó teljes grafikája 2015. május 18-tól 2020. március 15-ig, rajta a Rendkívüli hírek jelölésével. Az Estandar betűtípuscsaládot 2015. szeptember 21-én DIN Pro-ra cserélték, a képen már az új betűtípus látható.

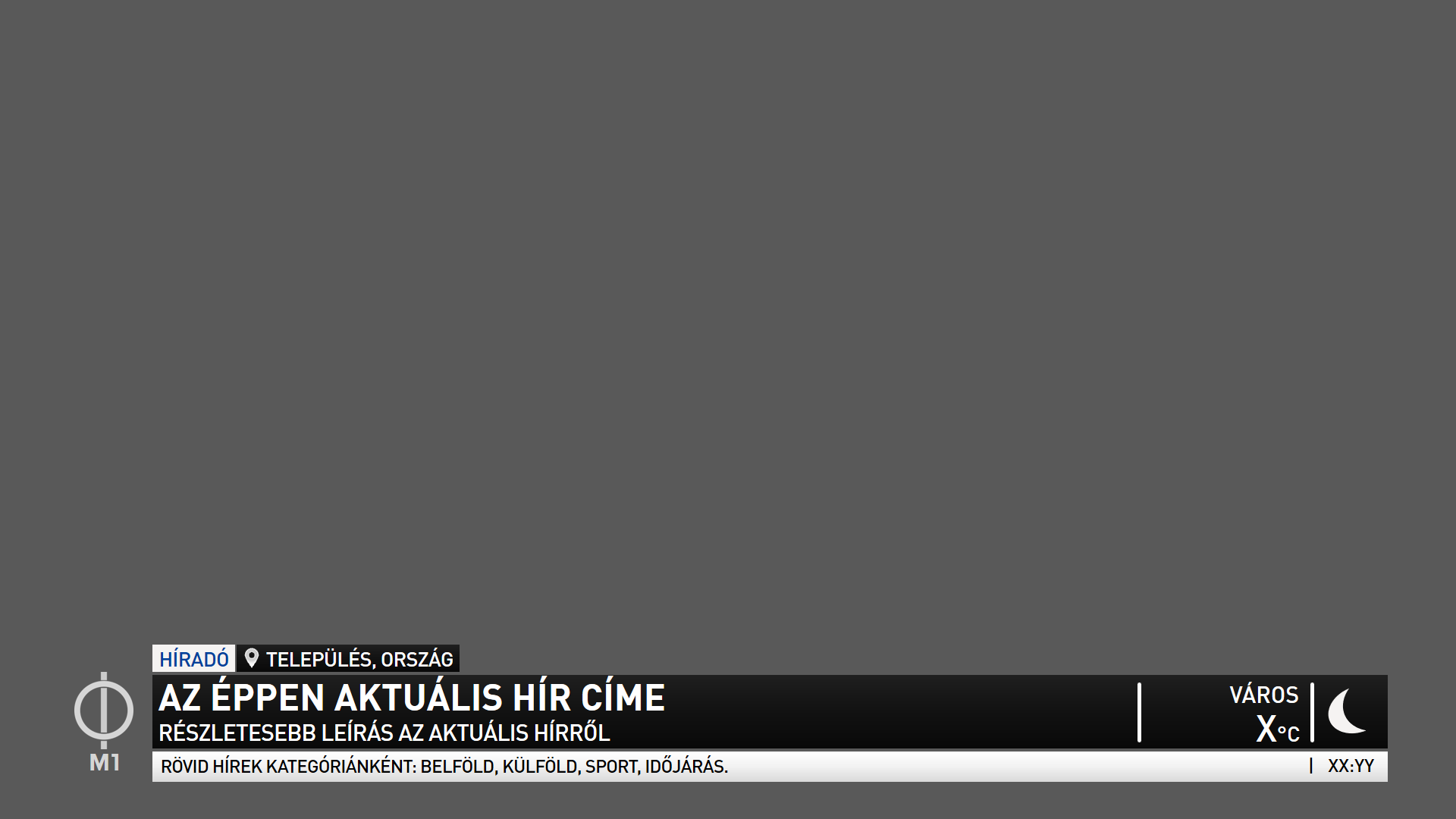
Az M1 Híradó teljes, megújult grafikája 2020. március 15-től.

- Egészen 1979-ig a Magyar Televízió kezdeti inzertjéből alakult ki az akkori 1-es műsor logója, amelyben egy hidat és a Dunát jelképező animáció után jelenik meg az MTV betűk hátterében a Parlament.[40]
- 1979-ben debütált a csíkozott számos MTV1-embléma. A leghíresebb, talpas betűkből és tévéképernyő alakú keretből álló MTV logó díszítette a televízió Szabadság téri székházát is, egészen az MTV 2009-es kiköltözéséig.[41]
- 1989. január 2-án kapott az akkor TV1-re és TV2-re (az azonos nevű kereskedelmi csatorna 1997-ig nem létezett) átnevezett két tévé egymástól különálló arculatot. A TV1 logójában a betűk álló halványkék téglalapokban kaptak helyet, nemzetiszínű ívvel a háttérben. A TV2 logója időnként a képernyő jobb felső sarkában is megjelent.[42]
- 1991 májusában a két adó ismét megújult: a TV2 logója a képernyő jobb felső sarkában még gyakrabban megjelent. Szürke vagy fehér egyes, mellette egymásban forgó színes félgömbhéjak – ebből állt az embléma, amely az arculat része volt 1994-ig.[43]
- 1994 áprilisa változást hozott: magyar zászlós műsorajánló-arculatot, és absztrakt csatornaazonosítót kapott az MTV1. A hagyományőrző jellegű logó már 1993. december 12-én látható volt a képernyőn, a Kacsamesék Antall József halála miatti megszakítása után.[44]
- 1994. július 20-án a népszerűtlen arculatot lecserélték, és modernizálva visszakerült bele a kerek tévéképernyős MTV-embléma (ennél fogva a csatorna is újra MTV1-ként szerepelt a műsorújságokban), az adások alatt egyre többször megjelenő '91-es logó a régi maradt, és egészen 1997. augusztus 20-ig használták.[45]
- 1997. augusztus 20-tól újra teljesen egységes a két televízió arculata, és minden adás logót kapott a jobb felső sarokban. Az új MTV-embléma karakterei trapéz alakú darabokban jelentek meg a képernyőn a csatornaazonosítóban. Kezdetben a logóból csak az egyes volt látható, fehér színben, majd 1998-tól felkerült a teljes logó, zöld egyessel.
- 2000. március 20-án a Stalker Studio készített új, később díjnyertes arculatot a "magyar 1-nek" és a "magyar 2-nek", ekkor születtek meg az azóta is használt m1 és m2 elnevezések is. Az arculatban merész módon a zöld színvilág dominált. A fekvő téglalap bal alsó sarkába csúsztatott kis "m" betű mellé helyezték az 1-es számot egy sötétvörös négyzetbe.
- 2002. november 3-án (egyes források szerint az új kormánypárt, az MSZP nyomására[46]) újra arculatot és emblémát váltott a Magyar Televízió. A csatornák neve mtv és m2 lett, ehhez igazodott az arculat is. Az m1 logójában kék téglalapban szerepelt az mtv felirat.
- 2005. szeptember 12-én az mtv neve m1-re módosult, de ugyanúgy maradt a kék téglalap, csak a felirat változott meg. 2006. március 25-től 2009. december 24-ig a két csatorna külön arculattal sugárzott, a logókat azonban egészen 2012-ig használták. A csatornát arculatfrissítéssel is kísérte: az arculatot 2008. március 15-től 2009 karácsonyáig népies arculattal váltotta, amely az arculatot szintén a Dogfish Stúdió tervezte.[47]
- 2012. július 27-én, a Formula–1 magyar nagydíj hétvégéjén, illetve a XXX. nyári olimpiai játékok megnyitójának apropójából kapott egységes arculatot a teljes MTVA. A szimbólumok alapja a kör: az M1 egy sötétvörös, az M2 két banánzöld függőleges vonalat kapott a kör mögé.
- 2015. április 2-án az arculatban szereplő timelapse videók kikerültek az ajánlók és reklámblokkok közötti arculatból. A grafika színe a korábbi rózsaszín helyett lila lett, de a logó is fehér lett. Május 5-től a bal felső sarokban lévő csatornaazonosító vonala rózsaszínről fehérre váltott.
- 2015. május 5-e óta használja a jelenlegi monokróm logóját az M1, bár a hírcsatorna ajánlói már április 2-a óta lila színben kerültek adásba. Ezzel párhuzamosan eltűntek a Budapesten forgatott, reklámszünetek előtti timelapse elemek, melyek a vörös-fehér logó 2 m magas landart változatát tartalmazták.
- 2016. november 1-jén 05:50-kor a csatorna ajánlói, ident-jei megváltoztak, kiléptek a korábbi úgynevezett egységes közmédia arculatból.
- 2020. március 15-én 05:55-kor ismét megújult az M1 teljes arculata és a stúdiója, ezzel felváltotta az eddigi lila színt a kék. Az on screen logója a bal felső sarokból átkerült a bal alsóba.
- 2024. március 16-án reggel 06:00-kor az M1 Híradó című műsora egy megújult arculattal jelentkezett be, azóta ezt használják. Az új arculat nem terjed ki az identekre, áttűnésekre, valamint a magazinműsorokra és egyéb főcímekre (pl.: Hírek+; Külföld ma; Időjárás; Sporthíradó). Az új híradós arculat fő színe a piros. A stúdióban lévő színes világítások színe változik az aktuális műsor függvényében (kék vagy piros).[48]

### Hangjai
Az M1-nek több hangja is volt: Selmeczi Roland, Kárpáti Levente (1998-2000), Szabó Sipos Barnabás (2000-2006), Faragó András (2007-2008), Galambos Péter (2008-2009), Szatmári Attila (2009-2012), valamint  Németh Judit (2007-2012). 2012-től 2015-ig a hangok Rátóti Zoltán és Pikali Gerda voltak, jelenlegi csatornahangjai Csernák János és Herczegh Márta. A 2012-2015 közötti hangok a Dunára kerültek át. A korhatár felhívásokat (hírcsatornaként is) Pikali Gerda mondja be.
2012. július 27-től az egész MTVA és így a csatorna is arculatot és logót váltott, vele együtt pedig a Magyar Távirati Iroda, társcsatornái (M2, Duna, Duna World) valamint a Médiaszolgáltatás-támogató és Vagyonkezelő Alap-hoz tartozó rádiók is. Emellett a csatorna új csatornahangokat kapott, az egyik Pikali Gerda, a másik pedig Rátóti Zoltán. Ők jelenleg a Duna bemondói.
A csatornát 2015. március 15-én hírcsatornává alakították, a csatornahang Csernák János és Herczegh Márta lettek. Ettől a naptól kezdve az M1 Híradó, a Ma reggel és az időjárás-jelentés is megújult.

## Kritikák
Bővebben: A Médiaszolgáltatás-támogató és Vagyonkezelő Alap kritikái

### Kormánypárti elfogultság
A rendszerváltás után, az Antall-kormány és a Boross-kormány alatt elődjét, a Magyar Televízió 1-es programját kormánypárti elfogultsággal vádolták, amely főleg a hírműsorok esetében volt érezhető, mint a Híradó és A Hét esetében. A Híradóban az ellenzéki politikai pártokat negatív színben tüntették fel. Ez az éles belpolitikai csatározásoktól fűtött időszak Médiaháború néven került be a közbeszédbe és a korabeli sajtóba.
Az MTVA részeként, melynek kezelője a Médiatanács, 2010 óta kizárólag a Fidesz–KDNP által jelölt személyek vannak, nem működik független szervként, nincs biztosítva, hogy döntéseit politikai érdekektől mentesen hozza meg, ugyanis a tagok mindegyikét  a kormány jelölte ki. Öncélúan a teljes közszolgálati médiát propaganda felületté, a szerkesztőséget kormányszócsővé változtatták.
Bende Balázs, a közmédia külpolitikai főszerkesztője 2020. március 14-én, a Világ című műsorban tett nyíltan kormánypárti és az ellenzéket dehonesztáló megjegyzéseket. (Bende egykor – több más Fidesz-kormánytaghoz hasonlóan – szintén Soros György ösztöndíjprogramjával tanult külföldön, akit az MTVA-n is többször kritizáltak.) Korábban Németh Balázs bemondó is többször fűzött hírekhez az ellenzéket illető, sarkos magánvéleményt, amit a Médiatanács is elítélt. Bende később is számos sajátos, Sorost kritizáló megjegyzést tett, átvéve a kormányzat azon véleményét, miszerint „Soros megrendelésére kritizálják” intézményi szinten Brüsszelben a magyar kormányt. Egy később kiszivárgott hangfelvételen pedig szintén Bende és Németh Zsolt csatornaigazgató beszélt egy 2019. március 25-én tartott értekezleten arról, hogy hogyan kell az MTVA-nál az ellenzéket negligálni. Bende úgy fogalmazott, hogy „ebben az intézményben nem az ellenzéki összefogást támogatják”, és akinek ez nem tetszik az azonnal adja be a felmondását.
Borsa Miklós, aki sokáig volt a TV-csatorna híradósa, majd otthagyta az állását, a 2022-es nyilatkozata alapján:
 „Az ellenzékről szóló hírek mindig negatívak, a kormányról szólók mind pozitívak. Egyetlen napon kilencszer játsszák le Orbán Viktor teljes beszédét, az ellenzék meg négy év alatt kap öt percet.” 

### Hírhamisítások
Az MTVA adásaiban többször fordult elő nyilvánvaló hírhamisítás. 2014-ben bírósági ítélet erősítette meg, hogy Papp Dániel riportjában meghamisította a Daniel Cohn-Benditről szóló részt. Ugyancsak nagy visszhangot váltott ki Lomnici Zoltán kiretusálása egy hivatalos rendezvényről szóló riportból. 2016 januárjában a szilveszteri kölni botrányos szexuális molesztálásokról szólva egy 2013. júniusi, kairói erőszaktételről szóló felvételt játszottak be. 2016 márciusában a Pukli István által a csatornának adott interjút hamisították meg úgy, hogy szavai a szándékolttól eltérő jelentést kapjanak.
A Soros György elleni Fidesz kampány során egy forgatócsoportjuk a balkáni országokba ment, Bulgáriába és Észak-Macedóniába, és úgy mutatták be, hogy Soros tevékenysége ott is óriási probléma, és alapítványok vannak, amelyek meg akarják állítani az előrenyomulását. Utólag kiderült, hogy ezek az állítólagos alapítványok csak pár hete létező, néhány emberből álló csoportok.
2022 márciusában Márki-Zay Péter ellen vesztett pert, miután valótlanul azt híresztelte, hogy kormányfőként bezáratná a sürgősségi és szülészeti osztályokat, annak ellenére, hogy Márki-Zay soha nem állított ilyet.

### Német politikusok utca embereként történő ábrázolása
Többször előfordult 2018-ban, hogy a Németországról szóló tudósításokban az Alternatíva Németországért embereit hétköznapi emberként szerepeltették. Az egyik Hamburgról szóló riportjukban utca embereként Marie-Thérése Kaisert kérdezték meg, akiről kiderült hogy az AfD rotenborgi elnöke volt. Egy másik hamburgi riportban Michael Poschart beszélt arról, hogy "ha az idegenek aránya nő, akkor erőszakossá válnak és elüldözik a németeket." A Correctiv derítette ki, hogy Michael Poschart az AfD pinnebergi szervezetének tagja.

## Adásidő
| Az adászárás megszűnt 2015-ben | Az adászárás megszűnt 2015-ben | 1957  | 1978  | 1981  | 1985 | 1992 | 1997 | 2000 | 2009 | 2015    |
| ------------------------------ | ------------------------------ | ----- | ----- | ----- | ---- | ---- | ---- | ---- | ---- | ------- |
| Adáskezdés (korai)             | Adáskezdés (korai)             | 15.00 | 8.00  | 8.00  | 8.00 | 7.00 | 6.00 | 5.00 | 5.00 | 24 órás |
| Adáskezdés (kései)             | Adáskezdés (kései)             | 18.00 | 8.00  | 8.00  | 8.00 | 7.00 | 6:30 | 6.00 | 6.00 | 24 órás |
| Adászárás (korai)              | Adászárás (korai)              | 21.00 | 22.00 | 23.00 | 0.00 | 0.00 | 0.00 | 0.00 | 2.00 | 24 órás |
| Adászárás (kései)              | Adászárás (kései)              | 22.00 | 0.00  | 1.00  | 2.00 | 2.00 | 2.00 | 2.00 | 4.00 | 24 órás |

## Vételi lehetőség
Az M1 HD adásának továbbítását 2008. december 23-án kezdte meg az Antenna Hungária kísérleti jelleggel. Az ideiglenes, kísérleti földfelszíni sugárzása 2009. február 28-án megszűnt. Az MTV és az Antenna Hungária 2009 júniusában írta alá a megállapodást, így a digitális földfelszíni sugárzás július 1-jén elindult. 2015. július elsejétől az Eutelsat 9a műholdon a közszolgálati adók normál felbontású SD adását lekapcsolták. Az M1 összes műsora elérhető HD-ben és 16:9-es képarányban, 1080 soros felbontásban.